# Martin Hägele (Fußballspieler)
Martin Hägele (* 15. Januar 1956 in Esslingen am Neckar) ist ein ehemaliger deutscher Fußballspieler und -trainer.

## Werdegang
In der Jugend wurde Hägele 1973 mit Trainer Karl Bögelein Deutscher A-Jugendmeister mit dem VfB Stuttgart und avancierte zum Juniorennationalspieler in der deutschen U-18-Auswahlmannschaft. Anschließend spielte er unter anderem zusammen mit dem späteren VfB-Spieler Ottmar Hitzfeld ein Jahr als Profi beim FC Basel. Nachdem er sich als professioneller Fußballer nicht durchsetzen konnte, war er in der Folgezeit für die Stuttgarter Kickers Amateure, den FC Wangen und die SpVgg Renningen aktiv.
Während seines Studiums an der Deutschen Sporthochschule Köln spielte er in der Studentennationalmannschaft und wurde 1980 mit der Hochschulmannschaft Deutscher Meister. 1982 beendete er seine Fußballlehrer-Ausbildung. Als Spielertrainer übernahm er die Betreuung seines Jugendvereins TSV Wäldenbronn-Esslingen und führte die Mannschaft mit fünf Aufstiegen von der Kreisliga A bis zur Oberliga Baden-Württemberg. Im Sommer 1994 übernahm er als Nachfolger von Horst Hägele das Traineramt bei der SpVgg 07 Ludwigsburg in der Regionalliga. Weiterhin wurde Hägele als Nachfolger von Ralf Rangnick mit dem SSV Reutlingen 05 Deutscher Amateurmeister 1997. In der Saison 1999/2000 war Hägele unter Uwe Rapolder Co-Trainer beim damaligen Zweitligisten SV Waldhof Mannheim. Seine weiteren Trainerposten waren: Stuttgarter Kickers (Amateure), VfB Stuttgart (B-Jugend und Amateure), TSV Crailsheim und der FC Nöttingen.
Seit 2006 ist Hägele im Kinder- und Jugendfußball tätig, zunächst bis Dezember 2008 als Leiter des Fußball-Ausbildungs-Centrums von Jürgen Sundermann in Freiberg am Neckar. Anschließend trat er 2009 als Mitbegründer der Esslinger Fußballschule sowie 2011 des Talentfördervereins FC Esslingen in Erscheinung. Bei diesem übernahm er in der Folge die Aufgabe des Sportvorstands.
Seit 1985 ist Hägele Mitglied im Trainerlehrstab des Württembergischen Fußballverband, zudem ist er in der Trainerweiterbildung Referent bei Lehrgängen und Veranstaltungen beim Bund Deutscher Fußball-Lehrer. Dabei war er maßgeblich an der Erarbeitung der ballorientierten Spielauffassung als Standard innerhalb des württembergischen Landesverbandes beteiligt, zudem entwickelt er Trainingskonzepte für den württembergischen Nachwuchsfußball. Insbesondere setzte er sich hierbei mit der Rolle des Torwarts auseinander, der bei der ballorientierten Spielweise in Teilen die Rolle eines Feldspielers übernehmen muss. Hieraus leitete er das Zielbild des hieraus per Kofferwort bezeichneten Torspielers ab.
Zwischen 1977 und 1997 leitete Hägele Lehrgänge mit Jugendlichen aus den Justizvollzugsanstalten Adelsheim und Pforzheim, die insbesondere in der Sportschule Ruit durchgeführt werden.